# Lahaina Gateway
Lahaina Gateway es un centro comercial ubicado en Lahaina, una localidad del archipiélago de Hawái (Estados Unidos). Se completó en abril de 2008 y cubre aproximadamente 12 728 m²  de local comercial en dos plantas. Ha sido administrado y propiedad de varias empresas y ha estado en ejecución hipotecaria en dos ocasiones. Algunos de sus inquilinos actuales incluyen Barnes & Noble, las oficinas del Departamento de Vehículos Motorizados de Lahaina y una tienda de comestibles Foodland Farms. Lahaina Gateway se inspiró en la arquitectura tradicional hawaiana, con algunas de las fachadas de los edificios con acentos de estuco.

## Historia
Lahaina Gateway abrió sus puertas en abril de 2008, convirtiéndose en el centro comercial más grande del oeste de Maui. Fue desarrollado por Western Partitions, Inc. con Kiewit Construction como contratista. Tomó aproximadamente 13 meses construir los 12 698 m²  de espacio comercial en 44 515 m², con el desarrollador invirtiendo 2.8 millones de dólares en el proyecto. TNP Strategic Trust adquirió el centro, que había entrado en ejecución hipotecaria, en 2011 por aproximadamente 32 millones de dólares. Sin embargo, el director ejecutivo de TNP, Anthony Thompson, comentó que, a pesar de las noticias de ejecución hipotecaria, estaba recibiendo muchas consultas de arrendamiento. La compañía compró el centro comercial tras vender su otra propiedad, Waianae Mall de Oahu, por 25,7 millones de dólares. En noviembre de 2012, el centro entró nuevamente en ejecución hipotecaria y fue comprado por Strategic Retail Trust a los patrocinadores de TNP, el Central Pacific Bank. Lahaina Gateway es actualmente administrado por The Festival Companies, según su sitio web oficial.

### Eventos
Anualmente, durante el mes de octubre, Lahaina Gateway organiza varios eventos como parte de su festival de Halloween Pineapples & Pumpkins (o sea Piñas y Calabazas). El centro comercial también organizó una exhibición de autos clásicos que tuvo lugar en marzo de 2015. Además, el Wiki Wiki Run anual se lleva a cabo cerca del centro comercial.

## Diseño e inquilinos
Lahaina Gateway se inspira en los pueblos tradicionales hawaianos. Consta de varios edificios, algunos de los cuales tienen una apariencia de "estilo de plantación", mientras que otros están más influenciados por la arquitectura moderna. Además, algunas de las estructuras contienen estuco en sus exteriores. Su tienda ancla es Foodland Farms, que vende alimentos y bebidas orgánicos y cultivados en Maui. Otros inquilinos en el centro comercial incluyen un Passion 4 Fashion Boutique, la ubicación más grande de Barnes & Noble en Hawaii, y las oficinas oficiales del Departamento de Vehículos Motorizados de Lahaina. El centro cultural Na Lio Maui estuvo abierto en el centro por un período limitado en 2015. Su propósito era informar a los turistas y visitantes sobre la historia de los caballos en la cultura hawaiana. The Melting Pot, un restaurante de fondue, cerró en Lahaina Gateway el 24 de febrero de 2013.